# Крива Феја
Крива Феја је насељено место града Врања у Пчињском округу. Према попису из 2022. било је 406 становника (према попису из 1991. било је 1223 становника).
Овде се налази Основна школа Краљ Петар Први Ослободилац (Крива Феја).

## Порекло имена
Предање каже да је у овом селу подно планине Бесна Кобила живела девојка по имену Феја. Једног дана је она узјахала кобилу која је затим почела да се баца као да је бесна. Феја је пала са ње и од тада су је прозвали Крива Феја. Касније је и њено село добило то име, а планина име Бесна кобила.

## Демографија
У насељу Крива Феја живи 736 пунолетних становника, а просечна старост становништва износи 44,2 година (41,7 код мушкараца и 46,9 код жена). У насељу има 298 домаћинстава, а просечан број чланова по домаћинству је 2,92.
Ово насеље је великим делом насељено Србима (према попису из 2002. године).
|  |

| Демографија | Демографија | Демографија |
| Година      | Становника  | Становника  |
| ----------- | ----------- | ----------- |
| 1948.       | 1.708       |             |
| 1953.       | 1.785       |             |
| 1961.       | 1.779       |             |
| 1971.       | 1.823       |             |
| 1981.       | 1.594       |             |
| 1991.       | 1.223       | 1.222       |
| 2002.       | 870         | 879         |
| 2011.       | 590         |             |

| Етнички састав према попису из 2002.‍ | Етнички састав према попису из 2002.‍ | Етнички састав према попису из 2002.‍ | Етнички састав према попису из 2002.‍ | Етнички састав према попису из 2002.‍ |
| ------------------------------------ | ------------------------------------ | ------------------------------------ | ------------------------------------ | ------------------------------------ |
|                                      |                                      |                                      |                                      |                                      |
| Срби                                 | Срби                                 |                                      | 861                                  | 98,96%                               |
| Црногорци                            | Црногорци                            |                                      | 1                                    | 0,11%                                |
| Муслимани                            | Муслимани                            |                                      | 1                                    | 0,11%                                |
| Бугари                               | Бугари                               |                                      | 1                                    | 0,11%                                |
| непознато                            | непознато                            |                                      | 0                                    | 0,0%                                 |

| Година пописа     | 1948. | 1953. | 1961. | 1971. | 1981. | 1991. | 2002. |
| ----------------- | ----- | ----- | ----- | ----- | ----- | ----- | ----- |
| Број домаћинстава | 272   | 283   | 304   | 372   | 399   | 357   | 298   |

| Број чланова      | 1  | 2  | 3  | 4  | 5  | 6  | 7  | 8 | 9 | 10 и више | Просек |
| ----------------- | -- | -- | -- | -- | -- | -- | -- | - | - | --------- | ------ |
| Број домаћинстава | 60 | 92 | 56 | 35 | 29 | 11 | 13 | 2 | 0 | 0         | 2,92   |

| Пол    | Укупно | Неожењен/Неудата | Ожењен/Удата | Удовац/Удовица | Разведен/Разведена | Непознато |
| ------ | ------ | ---------------- | ------------ | -------------- | ------------------ | --------- |
| Мушки  | 401    | 147              | 219          | 25             | 10                 | 0         |
| Женски | 361    | 55               | 214          | 85             | 7                  | 0         |
| УКУПНО | 762    | 202              | 433          | 110            | 17                 | 0         |

| Пол    | Укупно                    | Пољопривреда, лов и шумарство | Рибарство                            | Вађење руде и камена | Прерађивачка индустрија       |
| ------ | ------------------------- | ----------------------------- | ------------------------------------ | -------------------- | ----------------------------- |
| Мушки  | 176                       | 41                            | 0                                    | 80                   | 10                            |
| Женски | 51                        | 22                            | 0                                    | 8                    | 7                             |
| УКУПНО | 227                       | 63                            | 0                                    | 88                   | 17                            |
| Пол    | Производња и снабдевање   | Грађевинарство                | Трговина                             | Хотели и ресторани   | Саобраћај, складиштење и везе |
| Мушки  | 0                         | 12                            | 5                                    | 0                    | 4                             |
| Женски | 0                         | 0                             | 4                                    | 1                    | 0                             |
| УКУПНО | 0                         | 12                            | 9                                    | 1                    | 4                             |
| Пол    | Финансијско посредовање   | Некретнине                    | Државна управа и одбрана             | Образовање           | Здравствени и социјални рад   |
| Мушки  | 0                         | 1                             | 8                                    | 6                    | 2                             |
| Женски | 0                         | 0                             | 0                                    | 1                    | 6                             |
| УКУПНО | 0                         | 1                             | 8                                    | 7                    | 8                             |
| Пол    | Остале услужне активности | Приватна домаћинства          | Екстериторијалне организације и тела | Непознато            | Непознато                     |
| Мушки  | 2                         | 0                             | 0                                    | 5                    | 5                             |
| Женски | 0                         | 0                             | 0                                    | 2                    | 2                             |
| УКУПНО | 2                         | 0                             | 0                                    | 7                    | 7                             |